# Свято-Троицкое кладбище (Петергоф)
Свято-Троицкое кладбище — кладбище в Петергофе (Нижняя дорога, на пересечении с Ораниенбаумским шоссе, берег Финского залива, северный берег Троицкого ручья).
Кладбище является компонентом историко-культурного ландшафта Петергофской дороги.

## История
Официальный статус получило в 1786 году, но могилы здесь появились гораздо раньше. Именовалось оно в то время по-разному: то Приморское, то Преображенское. В XIX веке состояло в ведении епархиального духовенства.
Помимо простых жителей Петергофа на кладбище были похоронены 23 генерала и адмирала, 5 управляющих дворцовым правлением, 3 сенатора, 3 почётных гражданина, 7 архитекторов-академиков… В их числе: Н. А. Гаупт, К. Г. Гербель, Э. Е. Гуляев, М. Г. Евреинов, С. В. Козлов, барон Р. Ф. Розен; П. П. Баумгартен; К. К. фон Венцель, М. П. Дараган, А. Д. Шумахер; Э. Л. Ган
На кладбище существовали две церкви — Святого Праведного Лазаря (1852) и Святой Живоначальной Троицы (1870), разрушенные в годы Великой Отечественной войны. При входе на кладбище находился деревянный дом «для призрения престарелых вдов и сирот».
Несмотря на то, что кладбище находилось на наиболее возвышенной части побережья Финского залива, оно не раз страдало от наводнений.
В 1947 году массовые захоронения на кладбище были прекращены, но фактически захоронения продолжались как минимум до 1958 года.
В 1988 году инициативная группа провела инвентаризацию сохранившихся исторических надгробий на территории некрополя. Было зафиксировано 383 надгробия разной степени сохранности, 248 из которых имели надписи.